# Dankó Klára
Dankó Klára (Sátoraljaújhely, 1957. január 22. –) magyar színésznő, előadóművész.

## Életpálya
Pályáját a Miskolci Nemzeti Színházban kezdte csoportos szereplőként. Ezen időszak alatt szerezte meg előadóművészként az Országos Rendező Iroda működési engedélyét is. 1983-ban színésznőként diplomázott Kazán István osztályában a Színház- és Filmművészeti Főiskolán. 1979-től a Vígszínházban, 1980–1981-ben Madách Színházban szerepelt. 1983-tól a Pécsi Nemzeti Színház tagja volt. 1988-tól 1990-ig a Miskolci Nemzeti Színház színésznője. 1990 óta szabadfoglalkozású művésznő. Operák, operettek főszerepeit alakítja. 

## Fontosabb színházi szerepei
- Huszka Jenő: Gül Baba... Leila
- Kálmán Imre: A cirkuszhercegnő... Fedóra
- Kálmán Imre: A montmartre-i ibolya... Ninon
- Georges Bizet: Carmen... Mercedes
- Lehár Ferenc: Luxemburg grófja... Angéle
- Bella Spewack - Samuel Spewack - Cole Porter: Kiss Me, Kate... Lilli, Katalin
- Eugène Scribe - Daniel Auber: Fra Diavolo, a rablók királya... Pamela
- Kacsóh Pongrác: János vitéz... Francia királylány
- Presser Gábor - Horváth Péter - Sztevanovity Dusán: A padlás... Süni
- Szakcsi Lakatos Béla - Csemer Géza: Cigánykerék... Judit, tanítónő
- Ábrahám Pál: Hawaii rózsája... Lillia

## Filmek tv
- Patika